# Glaucidae
Glaucidae es una familia de moluscos gasterópodos marinos en la super familia Aeolidioidea. Es una familia taxonómica de dos especies de nudibranquios pelágicos.

## Clasificación
Los géneros y las especies dentro de la familia Glaucidae incluyen:
- Glaucus Forster, 1777
  - Glaucus atlanticus Forster, 1777

- Glaucilla
  - Glaucilla marginata (Bergh, 1868)

Géneros sinónimos
- Dadone Gistel, 1848: synonym of  Glaucus Forster, 1777
- Glaucilla Bergh, 1860: synonym of Glaucus Forster, 1777